# Domènec Pié Burguès
Domènec Pié Burguès (1889-1959) fou un músic que guanyà l'oposició a l'organistia de la basílica del Sant Esperit de Terrassa el 1927. La regentà fins al seu traspàs.
Realitzà còpies de dues obres de Beethoven que podem trobar al fons musical TerC (Fons de la catedral-basílica del Sant Esperit de Terrassa), juntament amb un motet, un trisagi i un recull de cançons de la seva autoria.